# (16523) 1991 BP
1991 بي بي (ويعرف أيضًا باسم (16523) 1991 بي بي وفق تسمية الكوكب الصغير) (بالإنجليزية: 1991 BP)‏ هو كويكب ضمن حزام الكويكبات؛ وترتيبه 16523 من حيث الاكتشاف.
اكتُشف هذا الجُرم الفلكي بواسطة Atsushi Sugie ‏ في 19 يناير 1991.

## وصلات خارجية
- (16523) 1991 BP في قاعدة بيانات مختبر الدفع النفاث لأجرام النظام الشمسي الصغيرة

- الاكتشاف · مخطط المدار ·  العناصر المدارية · المعلمات المادية

- (16523) 1991 BP على موقع ويكي سكاي: DSS2, SDSS, GALEX, IRAS, Hydrogen α, X-Ray, Astrophoto, Sky Map, Articles and images